# Spetsstjärtad klumpfisk
Spetsstjärtad klumpfisk (Masturus lanceolatus) är en fiskart som först beskrevs av Élizé Liénard 1840.  Spetsstjärtad klumpfisk ingår i släktet Masturus och familjen klumpfiskar. Inga underarter finns listade i Catalogue of Life.